# Arrondissement Vichy
Das Arrondissement Vichy ist ein Verwaltungsbezirk im Département Allier in der französischen Region Auvergne-Rhône-Alpes. Hauptort (Unterpräfektur) ist Vichy.

## Geschichte
Am 4. März 1790 wurde mit der Gründung des Départements Allier auch ein District de Lapalisse gegründet, der allerdings kleiner war als das jetzige Arrondissement. Der Distrikt wurde mit der Gründung der Arrondissements am 17. Februar 1800 erweitert und als Arrondissement Lapalisse gegründet.
Am 10. September 1926 kamen Teile des zu dem Zeitpunkt aufgelösten Arrondissements Gannat hinzu.
Am 24. August 1941 wurde aus dem Arrondissement Lapalisse das Arrondissement Vichy.

## Geografie
Das Arrondissement grenzt im Norden an das Arrondissement Moulins, im Nordosten an das Arrondissement Charolles im Département Saône-et-Loire (Bourgogne-Franche-Comté), im Südosten an das Arrondissement Roanne im Département Loire, im Süden an die Arrondissements Thiers und Riom im Département Puy-de-Dôme und im Westen an das Arrondissement Montluçon.

## Gemeinden
Die Gemeinden des Arrondissements Vichy sind:
| 1. Abrest (03001)                      | 2. Andelaroche (03004)                | 3. Arfeuilles (03006)                  | 4. Arronnes (03008)                    |
| 5. Avrilly (03014)                     | 6. Barberier (03016)                  | 7. Barrais-Bussolles (03017)           | 8. Bayet (03018)                       |
| 9. Beaulon (03019)                     | 10. Bègues (03021)                    | 11. Bellenaves (03022)                 | 12. Bellerive-sur-Allier (03023)       |
| 13. Bert (03024)                       | 14. Billezois (03028)                 | 15. Billy (03029)                      | 16. Biozat (03030)                     |
| 17. Bost (03033)                       | 18. Boucé (03034)                     | 19. Le Bouchaud (03035)                | 20. Bransat (03038)                    |
| 21. Le Breuil (03042)                  | 22. Broût-Vernet (03043)              | 23. Brugheas (03044)                   | 24. Busset (03045)                     |
| 25. Cesset (03049)                     | 26. La Chabanne (03050)               | 27. Chantelle (03053)                  | 28. La Chapelle (03056)                |
| 29. Chareil-Cintrat (03059)            | 30. Charmeil (03060)                  | 31. Charmes (03061)                    | 32. Charroux (03062)                   |
| 33. Chassenard (03063)                 | 34. Châtel-Montagne (03066)           | 35. Châtelperron (03067)               | 36. Châtelus (03068)                   |
| 37. Chavroches (03071)                 | 38. Chezelle (03075)                  | 39. Chirat-l’Église (03077)            | 40. Chouvigny (03078)                  |
| 41. Cindré (03079)                     | 42. Cognat-Lyonne (03080)             | 43. Contigny (03083)                   | 44. Coulanges (03086)                  |
| 45. Coutansouze (03089)                | 46. Créchy (03091)                    | 47. Creuzier-le-Neuf (03093)           | 48. Creuzier-le-Vieux (03094)          |
| 49. Cusset (03095)                     | 50. Deneuille-lès-Chantelle (03096)   | 51. Diou (03100)                       | 52. Dompierre-sur-Besbre (03102)       |
| 53. Le Donjon (03103)                  | 54. Droiturier (03105)                | 55. Ébreuil (03107)                    | 56. Échassières (03108)                |
| 57. Escurolles (03109)                 | 58. Espinasse-Vozelle (03110)         | 59. Étroussat (03112)                  | 60. Ferrières-sur-Sichon (03113)       |
| 61. La Ferté-Hauterive (03114)         | 62. Fleuriel (03115)                  | 63. Fourilles (03116)                  | 64. Gannat (03118)                     |
| 65. La Guillermie (03125)              | 66. Hauterive (03126)                 | 67. Isserpent (03131)                  | 68. Jaligny-sur-Besbre (03132)         |
| 69. Jenzat (03133)                     | 70. Laféline (03134)                  | 71. Lalizolle (03135)                  | 72. Langy (03137)                      |
| 73. Lapalisse (03138)                  | 74. Laprugne (03139)                  | 75. Lavoine (03141)                    | 76. Lenax (03142)                      |
| 77. Liernolles (03144)                 | 78. Loddes (03147)                    | 79. Loriges (03148)                    | 80. Louchy-Montfand (03149)            |
| 81. Louroux-de-Bouble (03152)          | 82. Luneau (03154)                    | 83. Magnet (03157)                     | 84. Marcenat (03160)                   |
| 85. Mariol (03163)                     | 86. Le Mayet-d’École (03164)          | 87. Le Mayet-de-Montagne (03165)       | 88. Mazerier (03166)                   |
| 89. Mercy (03171)                      | 90. Molinet (03173)                   | 91. Molles (03174)                     | 92. Monestier (03175)                  |
| 93. Monétay-sur-Allier (03176)         | 94. Monétay-sur-Loire (03177)         | 95. Montaiguët-en-Forez (03178)        | 96. Montaigu-le-Blin (03179)           |
| 97. Montcombroux-les-Mines (03181)     | 98. Monteignet-sur-l’Andelot (03182)  | 99. Montoldre (03187)                  | 100. Montord (03188)                   |
| 101. Nades (03192)                     | 102. Naves (03194)                    | 103. Neuilly-en-Donjon (03196)         | 104. Nizerolles (03201)                |
| 105. Paray-sous-Briailles (03204)      | 106. Périgny (03205)                  | 107. Pierrefitte-sur-Loire (03207)     | 108. Le Pin (03208)                    |
| 109. Poëzat (03209)                    | 110. Rongères (03215)                 | 111. Saint-Bonnet-de-Rochefort (03220) | 112. Saint-Christophe (03223)          |
| 113. Saint-Clément (03224)             | 114. Saint-Didier-en-Donjon (03226)   | 115. Saint-Didier-la-Forêt (03227)     | 116. Saint-Étienne-de-Vicq (03230)     |
| 117. Saint-Félix (03232)               | 118. Saint-Gérand-de-Vaux (03234)     | 119. Saint-Gérand-le-Puy (03235)       | 120. Saint-Germain-de-Salles (03237)   |
| 121. Saint-Germain-des-Fossés (03236)  | 122. Saint-Léger-sur-Vouzance (03239) | 123. Saint-Léon (03240)                | 124. Saint-Loup (03242)                |
| 125. Saint-Nicolas-des-Biefs (03248)   | 126. Saint-Pierre-Laval (03250)       | 127. Saint-Pont (03252)                | 128. Saint-Pourçain-sur-Besbre (03253) |
| 129. Saint-Pourçain-sur-Sioule (03254) | 130. Saint-Priest-d’Andelot (03255)   | 131. Saint-Prix (03257)                | 132. Saint-Rémy-en-Rollat (03258)      |
| 133. Saint-Voir (03263)                | 134. Saint-Yorre (03264)              | 135. Saligny-sur-Roudon (03265)        | 136. Sanssat (03266)                   |
| 137. Saulcet (03267)                   | 138. Saulzet (03268)                  | 139. Serbannes (03271)                 | 140. Servilly (03272)                  |
| 141. Seuillet (03273)                  | 142. Sorbier (03274)                  | 143. Sussat (03276)                    | 144. Target (03277)                    |
| 145. Taxat-Senat (03278)               | 146. Le Theil (03281)                 | 147. Thionne (03284)                   | 148. Treteau (03289)                   |
| 149. Trézelles (03291)                 | 150. Ussel-d’Allier (03294)           | 151. Valignat (03295)                  | 152. Varennes-sur-Allier (03298)       |
| 153. Varennes-sur-Tèche (03299)        | 154. Vaumas (03300)                   | 155. Veauce (03302)                    | 156. Vendat (03304)                    |
| 157. Le Vernet (03306)                 | 158. Verneuil-en-Bourbonnais (03307)  | 159. Vichy (03310)                     | 160. Vicq (03311)                      |

Der namensgebende Hauptort Vichy ist mit 25.702 Einwohnern gleichzeitig die größte Kommune des Arrondissements, gefolgt von Cusset (13.329 Einwohner), Bellerive-sur-Allier (8898 Einwohner) und Gannat (5684 Einwohner, alle Stand 1. Januar 2022).

## Neuordnung der Arrondissements 2017

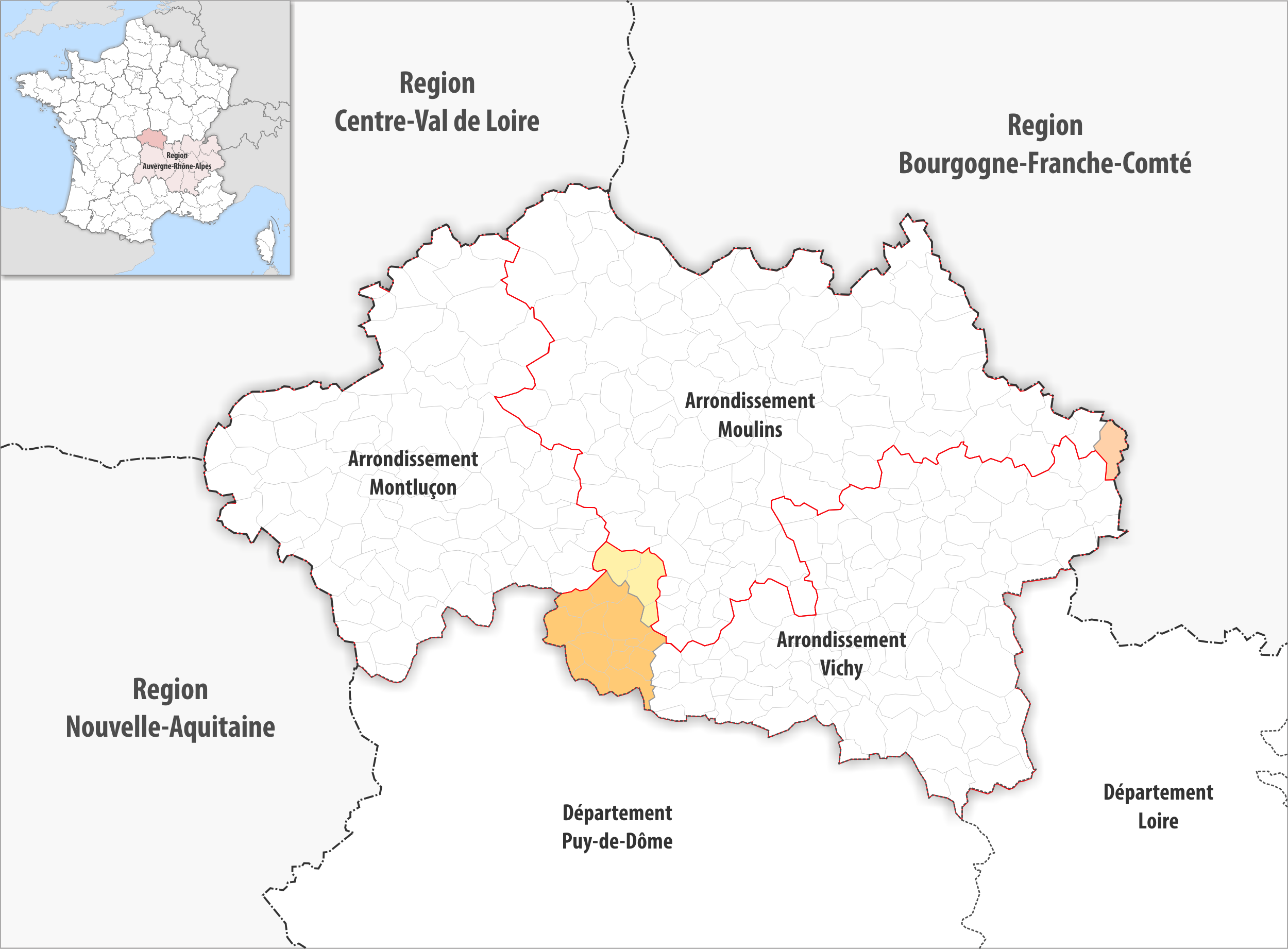
Arrondissementsanpassungen im Jahr 2017

Durch die Neuordnung der Arrondissements im Jahr 2017 wurden die 14 Gemeinden Bellenaves, Chouvigny, Chirat-l’Église, Coutansouze, Ébreuil, Échassières, Lalizolle, Louroux-de-Bouble, Nades, Naves, Sussat, Valignat, Veauce und Vicq aus dem Arrondissement Montluçon sowie die 3 Gemeinden Chezelle, Monestier und Target aus dem Arrondissement Moulins dem Arrondissement Vichy zugewiesen. Die Gemeinde Chassenard wechselte vom Arrondissement Vichy zum Arrondissement Moulins.

## Neuordnung der Arrondissements 2024
Der Erlass der Präfektin der Region Auvergne-Rhône-Alpes vom 2. Januar 2024 legte mit Wirkung zum 1. Januar 2024 eine Neuordnung des Zuschnitts der Arrondissements des Départements Allier fest.
Die folgenden 41 Gemeinden wechselten vom Arrondissement Moulins zum Arrondissement Vichy: Barberier, Bayet, Beaulon, Bransat, Cesset, Chantelle, Chareil-Cintrat, Charroux, Chassenard, Contigny, Coulanges, Deneuille-lès-Chantelle, Diou, Dompierre-sur-Besbre, Étroussat, La Ferté-Hauterive, Fleuriel, Fourilles, Laféline, Loriges, Louchy-Montfand, Marcenat, Mercy, Molinet, Monétay-sur-Allier, Monétay-sur-Loire, Montord, Paray-sous-Briailles, Pierrefitte-sur-Loire, Saint-Gérand-de-Vaux, Saint-Germain-de-Salles, Saint-Pourçain-sur-Besbre, Saint-Pourçain-sur-Sioule, Saint-Voir, Saligny-sur-Roudon, Saulcet, Taxat-Senat, Le Theil, Ussel-d’Allier, Vaumas und Verneuil-en-Bourbonnais.